# السحابات أولاد سعيد (أولاد صالح)
السحابات أولاد سعيد هي إحدى مشيخات المملكة المغربية، تتبع جغرافيا لإقليم النواصر وإداريًا لأولاد صالح. يقدر عدد سكانها بـ 3299 نسمة حسب الإحصاء الرسمي للسكان والسكنى لسنة 2004.